# Кандалюк Віктор Вікторович
Ві́ктор Ві́кторович Кандалю́к (нар. 9 серпня 1983 — 8 серпня 2018) — старший солдат Збройних сил України, учасник російсько-української війни.

## Життєпис
Народився 1983 року в місті Южне (Одеська область). Працював електрогазозварником в порту «Южний».
В часі війни — старший солдат, навідник-оператор 28-ї бригади.
8 серпня 2018 року загинув від кулі снайпера на спостережному пункті поблизу міста Мар'їнка — вранці під час ворожого обстрілу Віктор упав, кілька годин до нього не могли дістатись через снайперський вогонь. Боєць загинув від кулі калібру 7,62 мм, яка вразила легеню, серце не витримало кількагодинного больового шоку.
10 серпня 2018-го похований в Южному.
Без Віктора лишились батьки та неповнолітній син.

## Нагороди та вшанування
- указом Президента України № 316/2018 від 11 жовтня 2018 року «за особисту мужність і самовіддані дії, виявлені у захисті державного суверенітету та територіальної цілісності України, зразкового виконання військового обов'язку» — нагороджений орденом «За мужність» III ступеня (посмертно)[1]